# Паркер, Сара Джессика
Са́ра Дже́ссика Па́ркер (англ. Sarah Jessica Parker, род. 25 марта 1965, Нельсонвилл, Огайо, США) — американская актриса театра, кино, телевидения, мюзиклов и озвучивания, продюсер и дизайнер. Известна по роли Кэрри Брэдшоу из телесериала «Секс в большом городе» (1998—2004), за роль в котором она четырежды удостаивалась премии «Золотой глобус» (2000, 2001, 2002, 2004) и дважды премии «Эмми» (2001, 2004).

## Биография
Сара Джессика Паркер родилась 25 марта 1965 года в Нельсонвилле (штат Огайо, США) в семье Барбары Паркер (в девичестве Кек), воспитательницы и учительницы, и Стивена Паркера, предпринимателя и журналиста. Она была одной из четырёх детей в браке её родителей (её родные братья — актёры Тимоти Бриттен Паркер и Пиппин Паркер). После развода её родителей мать вышла за Пола Форста, водителя грузовика и делопроизводителя. Сара вместе с двумя братьями и сестрой поселились в семье отчима. Семья была большая, так как и в семье отчима имелось ещё четверо детей, но каждому ребёнку всегда уделялось внимание, в том числе и самой Саре.
Отец Паркер, уроженец Бруклина, происходил из семьи восточноевропейских евреев, которые прежде проживали в части Польши, находившейся в составе Российской империи; исконная фамилия его семьи — Бар-Кан («сын коэна»). У матери Паркер английские и немецкие корни, среди её предков — Эстер Элвелл, одна из обвиняемых в ходе процесса над салемскими ведьмами. Культурно и этнически Паркер идентифицировала себя с религией отца, иудаизмом, хотя она и не получила религиозного воспитания.
Обнаружив в девочке талант, родители стремились сделать из неё актрису. Уже в 1976 году Паркер получила роль в постановке «Невинные». Спустя некоторое время приняла участие в мюзикле «Звуки музыки». В конце 1990-х снималась в фильмах как «Клуб первых жён», «Крайние меры» и других.
Паркер играла как положительных, так и отрицательных героев. Настоящим звёздным часом стал сериал «Секс в большом городе», когда кабельный телеканал HBO запустил в производство сериал.
В ноябре 2009 года Сара Джессика Паркер вошла в группу советников президента США по вопросам культуры, искусства и гуманизма. Почётным председателем группы, состоящей из 25 человек, является Мишель Обама.
В 2007 году читатели журнала Maxim назвали Паркер самой несексуальной женщиной из ныне живущих, что расстроило саму Паркер.
24 марта 2010 года Паркер была осмеяна в анимационном сериале «Южный Парк», где её выставляли как очень некрасивую женщину.
Сара Джессика Паркер открыла одноименный бренд обуви вместе с Джорджем Малкемусом в 2014 году. В 2024 году Сара Джессика Паркер объявила о закрытии своего обувного бренда осенью этого года.

## Личная жизнь

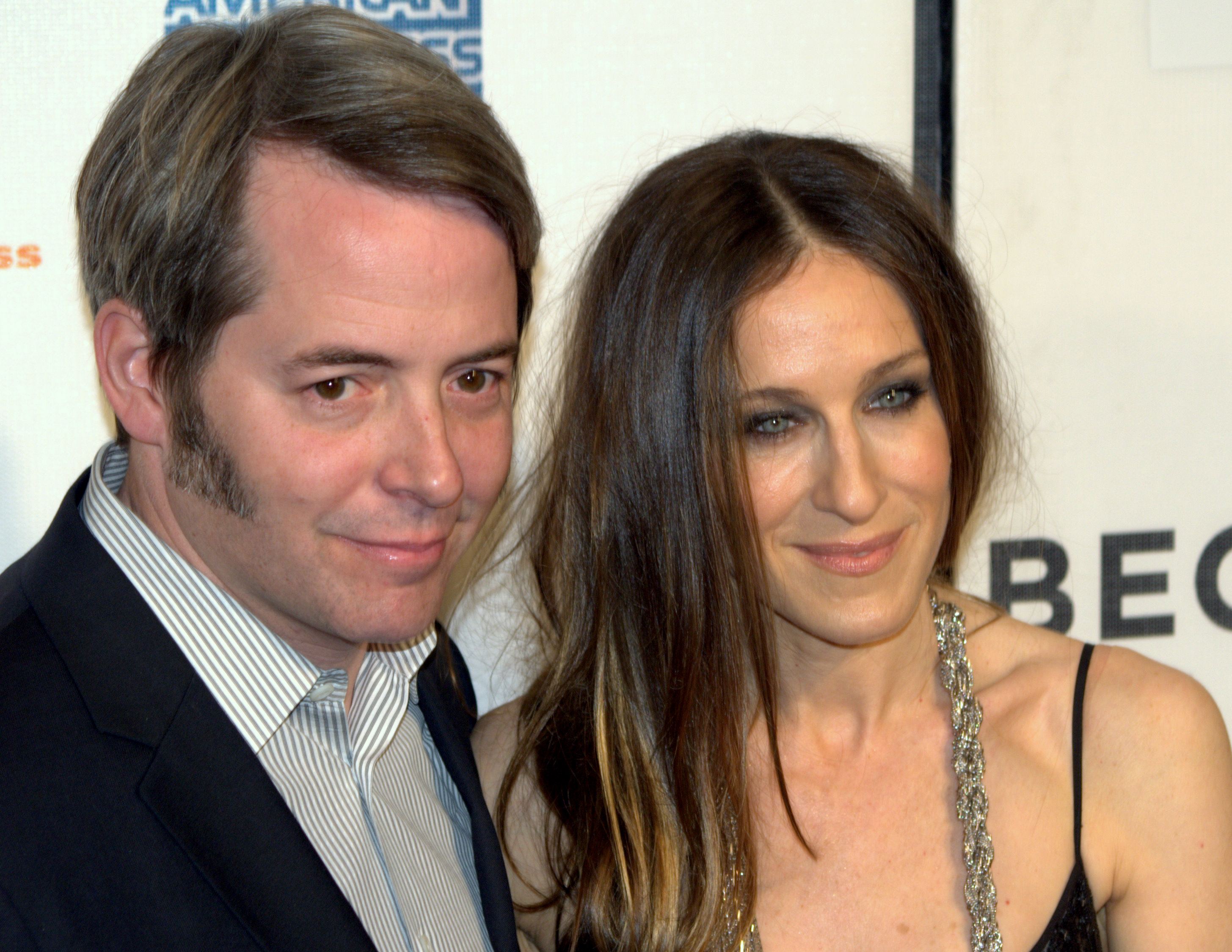
Бродерик и Сара Джессика Паркер в 2009 году.

C 1984 по 1991 год Паркер встречалась с актёром Робертом Дауни-младшим, партнёром по фильму «Перворождённый». Они расстались из-за проблем Дауни с наркотиками. Она также встречалась с Джоном Ф. Кеннеди-младшим.
19 мая 1997 года Паркер вышла замуж за актёра Мэттью Бродерика. Свадебная церемония состоялась в деконструированной синагоге в Нижнем Ист-Сайде. У них есть трое детей — сын Джеймс Уилки (род. 2002), а также дочери-двойняшки, Марион Лоретта Элуэлл и Табита Ходж (род. 2009), выношенные суррогатной матерью.

## Избранная фильмография
| Год       |    | Русское название              | Оригинальное название           | Роль                          |
| --------- | -- | ----------------------------- | ------------------------------- | ----------------------------- |
| 1979      | ф  | Богатые дети                  | Rich Kids                       | в эпизоде                     |
| 1982      | ф  | Порки                         | Porky's                         | в эпизоде                     |
| 1983      | ф  | Где-нибудь завтра             | Somewhere, Tomorrow             | Лори Андерсон                 |
| 1984      | ф  | Свободные                     | Footloose                       | Расти                         |
| 1984      | ф  | Перворождённый                | Firstborn                       | Лиза                          |
| 1985      | ф  | Девочки хотят повеселиться    | Girls Just Want to Have Fun     | Джени Гленн                   |
| 1986      | ф  | Полёт навигатора              | Flight of the Navigator         | Кэролин МакАдамс, стажёр НАСА |
| 1991      | ф  | Лос-анджелесская история      | L.A. Story                      | Сэнди (SanDeE*)               |
| 1992      | ф  | Медовый месяц в Лас-Вегасе    | Honeymoon in Vegas              | Бэтси, Донна                  |
| 1993      | ф  | Фокус-Покус                   | Hocus Pocus                     | Сара Сандерсон                |
| 1993      | ф  | На расстоянии удара           | Striking Distance               | Джо Кристман                  |
| 1994      | ф  | Эд Вуд                        | Ed Wood                         | Долорес Фуллер                |
| 1995      | ф  | Рапсодия Майами               | Miami Rhapsody                  | Гвин Маркус                   |
| 1996      | ф  | Если Люси упадёт              | If Lucy Fell                    | Люси Акерман                  |
| 1996      | ф  | Сущность огня                 | Substance of Fire, The          | Сара Гэлдхарт                 |
| 1996      | ф  | Клуб первых жён               | First Wives Club, The           | Шэлли Стюарт                  |
| 1996      | ф  | Крайние меры                  | Extreme Measures                | Джоди Трэммл                  |
| 1996      | ф  | Марс атакует!                 | Mars Attacks!                   | Натали Лэйк                   |
| 1997      | ф  | Ускользающий идеал            | 'Til There Was You              | Франческа Ланфилд             |
| 1998—2004 | с  | Секс в большом городе         | Sex and the City                | Кэрри Брэдшоу                 |
| 1999      | ф  | Дадли Справедливый            | Dudley Do-Right                 | Нэлл Фэнвик                   |
| 2000      | ф  | Жизнь за кадром               | State and Main                  | Клэр Уэллсли                  |
| 2002      | ф  | Романтическое преступление    | Life Without Dick               | Коллин Гибсон                 |
| 2005      | ф  | Привет семье!                 | Family Stone, The               | Мередит Мортон                |
| 2005      | ф  | Freeвольная жизнь             | Strangers with Candy            | Пэгги Каллас                  |
| 2006      | ф  | Любовь и прочие неприятности  | Failure to Launch               | Пола                          |
| 2007      | ф  | Испытание                     | Spinning Into Butter            | Сара Дэниелс                  |
| 2008      | ф  | Умники                        | Smart People                    | Доктор Джанет Хартинген       |
| 2008      | ф  | Секс в большом городе         | Sex and the City                | Кэрри Брэдшоу                 |
| 2009      | ф  | Супруги Морган в бегах        | Did You Hear About the Morgans? | Мэрил Морган                  |
| 2010      | ф  | Секс в большом городе 2       | Sex and the City 2              | Кэрри Брэдшоу                 |
| 2011      | ф  | Я не знаю, как она делает это | I Don't Know How She Does It    | Кейт Редди                    |
| 2011      | ф  | Старый Новый год              | New Year's Eve                  | Кейт                          |
| 2013      | мф | Побег с планеты Земля         | Escape from Planet Earth        | Кира                          |
| 2012—2013 | с  | Лузеры                        | Glee                            | Изабелль Райт                 |
| 2015      | ф  | Римские свидания              | All Roads Lead to Rome          | Мэгги                         |
| 2016—2019 | с  | Развод                        | Divorce                         | Фрэнсис Дюфресни              |
| 2018      | ф  | Лучший день моей жизни        | Here and Now                    | Вивьен                        |
| 2021—2025 | с  | И просто так                  | And Just Like That…             | Кэрри Брэдшоу                 |
| 2022      | ф  | Фокус-покус 2                 | Hocus Pocus 2                   | Сара Сандерсон                |

## Награды и номинации

### Золотой глобус
- 1999: Номинация: Лучшая женская роль в сериале: мюзикл или комедия — Секс в большом городе
- 2000: Победитель: Лучшая женская роль в сериал: мюзикл или комедия — Секс в большом городе
- 2001: Победитель: Лучшая женская роль в сериал: мюзикл или комедия — Секс в большом городе
- 2002: Победитель: Лучшая женская роль в сериал: мюзикл или комедия — Секс в большом городе
- 2003: Номинация: Лучшая женская роль в сериал: мюзикл или комедия — Секс в большом городе
- 2004: Победитель: Лучшая женская роль в сериал: мюзикл или комедия — Секс в большом городе
- 2005: Номинация: Лучшая женская роль в сериал: мюзикл или комедия — Секс в большом городе
- 2006: Номинация: Лучшая актриса в кинофильме: мюзикл или комедия — Привет семье

### Emmy Awards
- 1999: Номинация: Лучшая женская роль в комедийном сериале — Секс в большом городе
- 2000: Номинация: Лучшая женская роль в комедийном сериале — Секс в большом городе
- 2001: Номинация: Лучшая женская роль в комедийном сериале — Секс в большом городе
- 2001: Победитель: Выдающийся комедийный сериал — как исполнительный продюсер — Секс в большом городе
- 2002: Номинация: Лучшая женская роль в комедийном сериале — Секс в большом городе
- 2002: Номинация: Выдающийся комедийный сериал — как исполнительный продюсер — Секс в большом городе
- 2003: Номинация: Лучшая женская роль в комедийном сериале — Секс в большом городе
- 2003: Номинация: Выдающийся комедийный сериал — как исполнительный продюсер — Секс в большом городе
- 2004: Победитель: Лучшая женская роль в комедийном сериале — Секс в большом городе
- 2004: Номинация: Выдающийся комедийный сериал — как исполнительный продюсер — Секс в большом городе

### Screen Actors Guild Awards
- 2000: Номинация: Лучшее исполнение женской роли в комедийном сериале — Секс в большом городе
- 2001: Победитель: Лучшее исполнение женской роли в комедийном сериале — Секс в большом городе
- 2001: Номинация: Лучший коллектив в комедийном сериале — Секс в большом городе
- 2002: Номинация: Лучшее исполнение женской роли в комедийном сериале — Секс в большом городе
- 2002: Победитель: Лучший коллектив в комедийном сериале — Секс в большом городе
- 2003: Номинация: Лучший коллектив в комедийном сериале — Секс в большом городе
- 2004: Победитель: Лучший коллектив в комедийном сериале — Секс в большом городе
- 2005: Номинация: Лучшее исполнение женской роли в комедийном сериале — Секс в большом городе
- 2005: Номинация: Лучший коллектив в комедийном сериале — Секс в большом городе

### Razzie Award
- 2009: Номинация: Худшая актриса — Супруги Морган в бегах
- 2010: Победитель: Худшая актриса (с Ким Кэтролл, Кристин Дэвис и Синтией Никсон) — Секс в большом городе 2
- 2012: Номинация: Худшая актриса — Я не знаю, как она делает это, Старый Новый год